# Mirtha Ibarra
Basilia Mirtha Ibarra Collado (San José de las Lajas, 28 de febrer de 1946 és una guionista, dramaturga i actriu cubana del teatre, el cinema i la televisió.

## Biografia
Va néixer en la petita localitat de San José de las Lajas, 30 km al sud-est de l'Havana. Va cursar estudis a l'Escola Nacional d'Arts de Cuba i es va graduar en Literatura llatinoamericana a la Universitat de l'Havana. Va començar la seva carrera com a actriu en 1967 en diferents companyies teatrals. Ha estat membre de jurats de diversos festivals internacionals de cinema, entre ells el de Sant Sebastià. De 2000 a 2001 va efectuar una gira per Espanya amb la seva obra Obsesión habanera, de la qual és autora i en la qual actua. En 2008 va realitzar el documental, Titón: de La Habana a Guantanamera, biografia del seu mort espòs, el cineasta Tomás Gutiérrez Alea (1928-1996). Resideix al barri havaner de Miramar, a la casa que va compartir amb Gutiérrez Alea.

## Actuacions en teatre
- Week-end en Bahía
- Tiene la palabra el camarada Mauser

## Participació en sèries de TV
- Pasos hacia la montaña
- El hombre que vino con la lluvia
- 1993: Shiralad: el regreso de los dioses, com Layla, la fetillera del bosc.
- 2002: La verdad de Laura, com Teresa
- 2005: Obsesión, com la mare de Nico.

## Filmografia
- 1976: La última cena, de Tomás Gutiérrez Alea.
- 1983: Se permuta, de Juan Carlos Tabío.
- 1983: Hasta cierto punto, de Tomás Gutiérrez Alea.
- 1986: Otra mujer, de Daniel Díaz.
- 1986: Plácido, de Sergio Girale.
- 1988: Cartas del parque, de Tomás Gutiérrez Alea.
- 1990: Mujer transparente, de Mayra Vilasís.
- 1991: Adorables mentiras, de Gerardo Chijona.
- 1992: El triángulo, de Rebeca Chávez.
- 1993: El plano, de Julio García Espinosa.
- 1993: Fresa y chocolate, de Tomás Gutiérrez Alea i Juan Carlos Tabío.
- 1993: Golpes a mi puerta, de Alejandro Saderman.
- 1995: Guantanamera, de Tomás Gutiérrez Alea i Juan Carlos Tabío.
- 1996: Ilona llega con la lluvia, de Sergio Cabrera.
- 1998: Mararia, d'Antonio Betancourt.
- 1998: Cuarteto de La Habana, de Fernando Colomo.[5]
- 1999: Sobreviviré, d'Alfonso Albacete i David Menkes.
- 1999: Ruleta, de Roberto Santiago.
- 2000: Sagitario, de Vicente Molina Foix.
- 2000: Quia, de Sílvia Munt.[6]
- 2003: Aunque estés lejos, de Juan Carlos Tabío.
- 2008: El cuerno de la abundancia, de Juan Carlos Tabío.
- 2013: La partida, d'Antonio Hens.
- 2016: "Bailando con Margot", d'Arturo Santana.